# برينو لوبيز
برينو لوبيز (28 سبتمبر 1990 في البرازيل - ) هو لاعب كرة قدم برازيلي في مركز الدفاع. لعب مع نادي بارانا ونادي فلومينينسي ونادي كروزيرو وBrasília Futebol Clube ‏ وCeilândia Esporte Clube ‏ وريد بول برازيل.

## وصلات خارجية
- برينو لوبيز على موقع قاعدة بيانات كرة القدم.إي يو (الإنجليزية)
- برينو لوبيز على موقع Soccerway.com (الإنجليزية)
- برينو لوبيز على موقع عالم كرة القدم.نت (الإنجليزية)
- برينو لوبيز على موقع AS.com (الإسبانية)